# Tosa (stad)
Tosa (Japans: 土佐市, Tosa-shi) is een Japanse stad in de prefectuur Kochi. In 2014 telde de stad 27.850 inwoners. In het zuiden grenst de stad aan de Grote Oceaan.

## Geschiedenis
Op 1 januari 1959 werd Tosa benoemd tot stad (shi).

## Partnersteden
- Ebetsu, Japan sinds 1978
- Itatiba, Brazilië sinds 1989

Steden:
Aki · Kami · Kōchi (hoofdstad) · Kōnan · Muroto · Nankoku · Shimanto · Sukumo · Susaki · Tosa · Tosashimizu

Districten:
Agawa · Tosa · Hata · Nagaoka · Takaoka · Aki
Gemeenten per district